# 井狩善文
井狩 善文（いかり よしふみ、1984年6月18日 - ）は、日本の俳優・モデル。滋賀県野洲市出身。身長188cm。

## 略歴
滋賀県出身。大学を卒業後、地元の企業に就職。2年間営業職を務めた後、リッシュモデルスクールに入学。
卒業後、モデル事務所フレスカに所属。
事務所所属後、すぐに受けた舞台のオーディションに合格した事をきっかけに俳優活動も開始する。

## 出演

### 舞台
- OH!HAPPY DAY!（2011年5月、シアターサンモール）
- ロミオとシラノとジュリエット（2012年4月、中野ザ・ポケット） - サムソン 役
- 思えは遠くへ・・・（2012年6月、中野ザ・ポケット） - 新沼和重 役
- クライマー〜影に生き、影に死す〜（2012年8月、ムーブ町屋） - 捨て六 役
- SKY RUNNER（2012年12月、日暮里d-倉庫） - バーネット 役
- 西遊記ZERO（2013年4月、STAR PINE'S CAFE） - 雷公 役
- ATOMIC☆STORM -The Musical- 明るい僕らの未来編（2013年6月、座・高円寺） - 西田役
- ZUN（2013年9月、俳優座劇場） - 為三郎役
- 無頼漢（2013年12月、豊島公会堂） - 西田役
- 湯けむりの向こう側（2014年6月、中野ザ・ポケット） - 金丸功二 役
- どんなことをしてほしいの、ぼくに（2014年7月、シアターシャイン） - ニノマエ 役
- SKY RUNNER（2014年10月、日暮里d-倉庫）

### 映像
- 短編映画　DAWN（2012年） - 主演・隆 役
- 短編映画　細川先輩（2013年） - イカリ先輩 役

### CM
- 資生堂「Ag+」
- 大塚家具「家具×結婚」篇、「収納×こだわり」篇